# Maniac Cop
Maniac Cop är en amerikansk skräckfilm från 1988 i regi av William Lustig efter manus av Larry Cohen. Filmen fick två uppföljare: Maniac Cop 2 från 1990 och Maniac Cop III: Badge of Silence från 1993.

## Handling
Oskyldiga människor blir brutalt mördade av en uniformerad polis på New Yorks gator. När dödstalen stiger får polisen Frank McCrae (Tom Atkins) uppdraget att leda utredningen. Jack Forrest (Bruce Campbell), en ung polis, blir huvudmisstänkt. Han och hans flickvän Theresa försöker, tillsammans med McCrae att lösa fallet innan Maniac Cop slår till igen.

## Rollista
- Bruce Campbell - Jack Forrest
- Tom Atkins - Frank McCrae
- Laurene Landon - Theresa Mallory
- Richard Roundtree - Commissioner Pike
- William Smith - Capt. Ripley
- Robert Z'Dar - Matt Cordell (Maniac Cop)
- Sheree North - Sally Noland